# Cottingham (East Riding of Yorkshire)
Cottingham is een civil parish in het bestuurlijke gebied East Riding of Yorkshire, in het Engelse graafschap East Riding of Yorkshire met 17.164 inwoners.